# Rad (jednostka)
Rad (ang. radiation absorbed dose) – jednostka dawki zaabsorbowanej (dawki pochłoniętej) promieniowania jonizującego. Dawka zaabsorbowana przez napromieniowywane ciało o masie 1 g, jeżeli energia przekazana temu ciału równa jest 100 erg, czyli 10-5 J.
1 rad = 0,01 Gy (grej) = 0,01 J/kg = 100 erg/g